# 瓦尔拉姆·吉洪诺维奇·沙拉莫夫

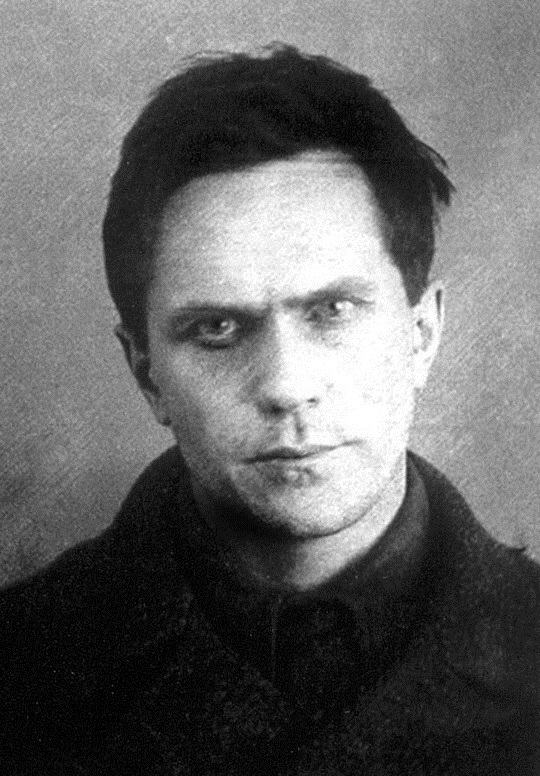
瓦尔拉姆·吉洪诺维奇·沙拉莫夫（摄于1937年）

瓦尔拉姆·吉洪诺维奇·沙拉莫夫（俄语： Варла́м Ти́хонович Шала́мов，1907年6月18日—1982年1月17日）俄罗斯作家、记者、诗人、古拉格幸存者。由于支持托洛茨基及反苏作家伊万·蒲宁，1937年至1951年被囚禁于北极圈内的科雷马亚戈德诺耶强制劳动营。1953年获释后至1973年，萨拉莫夫将其经历以短片故事的形式出版了《科雷马故事》。直到1987年他的作品才在苏联正式出版。